# Eudorella hispida
Eudorella hispida är en kräftdjursart som beskrevs av Sars 1871. Eudorella hispida ingår i släktet Eudorella och familjen Leuconidae. Inga underarter finns listade i Catalogue of Life.